# Brisgóvia

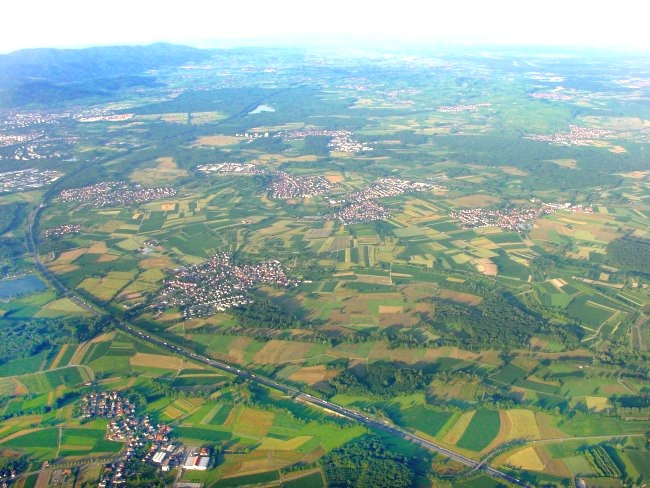
Vista aérea da Brisgóvia.

Brisgóvia (em alemão: Breisgau) é uma região (Gau) situada no sudoeste do estado de Bade-Vurtemberga, na Alemanha. Está entre o Reno Superior (Oberrhein) e o sopé da Floresta Negra, e sua principal cidade é Friburgo em Brisgóvia (Freiburg im Breisgau), que, mais precisamente, é uma cidade-distrito (kreisfreie Stadt). O distrito de Breisgau-Hochschwarzwald corresponde, em parte, à Brisgóvia. Outras partes da Brisgóvia estão situadas na cidade-distrito de Freiburg im Breisgau e no distrito de Emmendingen.

## História

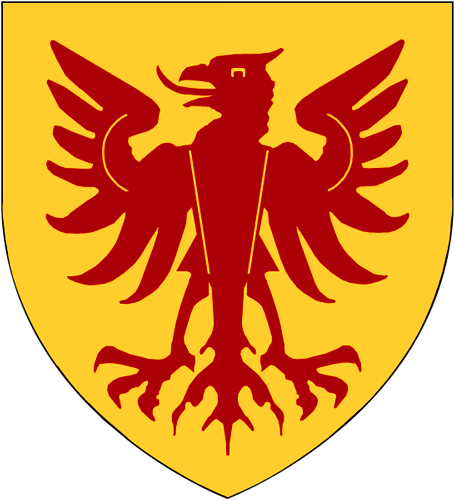
Armas da Casa de Zähringen

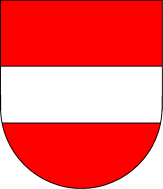
Brasão da Áustria Anterior (Vorderösterreich)

Em tempos remotos, a região de Brisgóvia era conhecida como Breisachgau, termo que significa 'o condado em redor de Breisach', uma localidade na margem leste do Reno.  Os mais antigos habitantes historicamente comprovados foram os celtas. Durante o Império Romano, esta área fazia parte da província da Germânia Superior. Mas, após a ruptura da fronteira da Germânia, no ano de 260, o subgrupo alamano dos brísgavos estabeleceram-se na região, que se manteve como parte da Alamânia durante a Idade Média, tornando-se uma zona tampão entre as terras alamânicas e a Alsácia, que era uma região não tão colonizada por eles.
Em meados do século IX, constituía uma marca de fronteira, defendendo a fronteira sul da Lotaríngia e Alsácia. Em 859, foi concedida a Carlos, o Gordo, filho de Luís, o Germânico, o que evidencia sua importância. No século X, os condes locais pertenciam à família Zähringen e, já no século XIII, a Brisgóvia constituía uma parte central do Ducado de Zähringen. Os duques fundaram a cidade de Friburgo que se tornou o centro da região.
Desde finais do século XIII até 1797, a região fazia parte da Áustria Anterior, área no sudeste da Alemanha governado pelos Habsburgos austríacos, cujo estatuto foi alterado com as invasões napoleónicas, que ali criaram um estado soberano, o Ducado de Brisgóvia, atribuído a Hércules III d’Este, Duque de Módena, como compensação pela perda dos seus estados italianos que haviam sido englobados na República Cisalpina. Em 1805, pelo Tratado de Pressburg, a região foi, por fim, integrada ao Grão-ducado de Bade.

## Clima
O clima da Brisgóvia é temperado; de fato, trata-se da região mais amena da Alemanha. A temperatura média anual é de 11°C, e a precipitação media é de 900 mm.

## Agricultura
A Brisgóvia é conhecida por seu vinho, seus pomares e sua cultura de cereais.

## Localidades da Brisgóvia
A maior cidade da região é, sem dúvida, Friburgo. Outras localidades conhecidas incluem Bad Krozingen, Staufen, Breisach, Endingen, Kenzingen, Neuenburgo e Emmendingen.
Seu ponto culminante situa-se no monte Schauinsland (1.284 m).